# چه لطف بود که ناگاه رشحه قلمت
غزلی با مطلعِ «چه لطف بود که ناگاه رشحهٔ قلمت» غزل شمارهٔ ۹۳ از دیوانِ حافظ در تصحیحِ محمد قزوینی و قاسم غنی است.

## در دیگر آثار هنری
برروی قلمدان فلزی و نقره‌کوب و قلمزنی شده‌ای متعلق به دورهٔ صفویه، بیت اول این غزل همراه با بیتی دیگر از شاعری نامعلوم حک شده است. این قلمدان در حال حاضر در موزه‌ٔ ملی ایران (شمارهٔ ۸۳۵۱) نگهداری می‌شود.